# Rautbergkopf
Der Rautbergkopf ist ein 1415 m ü. NHN hoher Berg in den Bayerischen Voralpen im Isarwinkel. Der Berg befindet sich in der oberbayerischen Gemeinde Jachenau (Landkreis Bad Tölz-Wolfratshausen).
Zwischen der Jachenau im Norden und der Isar im Süden befinden sich im Isarwinkel die Isar- und Ochsensitzerberge, eine Berggruppe mit zahlreichen Gipfeln.
Der Rautbergkopf bildet den höchsten Punkt des Rautbergs, so wird die Westseite des Berges bezeichnet, die dort noch einen markanten Absatz 
auf 1180 m mit einer Jagdhütte besitzt.
Wenig östlich schließt sich das Zwölferköpfl an, nach dem Staffel der zweithöchste Gipfel der Ochsensitzerberge. 
Nordwestlich vorgelagert ist das Sagrinnenköpfl.
Der höchste Punkt ist nur weglos erreichbar.